# Región de Fatick
La región de Fatick es una de las catorce regiones administrativas de Senegal. También se la conoce por el nombre de Jinnak Bolon. Al sur tiene frontera con Gambia.

## Departamentos
La región de Fatick está dividida en tres departamentos: 
- Fatick
- Foundiougne
- Gossas

## Municipios (Arrondissement)
La región comprende nueve Municipios:
- Municipio de Diakhao
- Municipio de Fimela
- Municipio de Niakhar
- Municipio de Tattaguine
- Municipio de Toubacouta
- Municipio de Djilor
- Municipio de Niodior
- Municipio de Colobane
- Municipio de Ouadiour